# Грінвуд (Іллінойс)
Грінвуд (англ. Greenwood) — селище (англ. village) в США, в окрузі Макгенрі штату Іллінойс. Населення — 324 особи (2020).

## Географія
Грінвуд розташований за координатами 42°23′30″ пн. ш. 88°23′22″ зх. д. / 42.39167° пн. ш. 88.38944° зх. д. (42.391562, -88.389459).  За даними Бюро перепису населення США в 2010 році селище мало площу 4,81 км², уся площа — суходіл.

## Демографія
Згідно з переписом 2010 року, у селищі мешкало 255 осіб у 90 домогосподарствах у складі 68 родин. Густота населення становила 53 особи/км².  Було 100 помешкань (21/км²).
Расовий склад населення:
| - 90,2 % — білих - 0,4 % — азіатів - 5,9 % — осіб інших рас |

До двох чи більше рас належало 3,5 %. Частка іспаномовних становила 9,0 % від усіх жителів.
За віковим діапазоном населення розподілялося таким чином: 22,4 % — особи молодші 18 років, 66,2 % — особи у віці 18—64 років, 11,4 % — особи у віці 65 років та старші. Медіана віку мешканця становила 43,5 року. На 100 осіб жіночої статі у селищі припадало 97,7 чоловіків;  на 100 жінок у віці від 18 років та старших — 108,4 чоловіків також старших 18 років.
Середній дохід на одне домашнє господарство  становив 81 609 доларів США (медіана — 58 125), а середній дохід на одну сім'ю — 92 493 долари (медіана — 78 750). За межею бідності перебувало 16,5 % осіб, у тому числі 34,7 % дітей у віці до 18 років та 0,0 % осіб у віці 65 років та старших.
Цивільне працевлаштоване населення становило 179 осіб. Основні галузі зайнятості: освіта, охорона здоров'я та соціальна допомога — 27,9 %, виробництво — 19,0 %, будівництво — 14,5 %.